# Famille Salonesi
 (août 2024).
La famille Salonesi est une famille patricienne de Venise, originaire de Jesolo.

## Historique
Des tribuns antiques sont issus de cette famille. 
Elle s'éteint avec un certain Luca en 1315.

## Armes

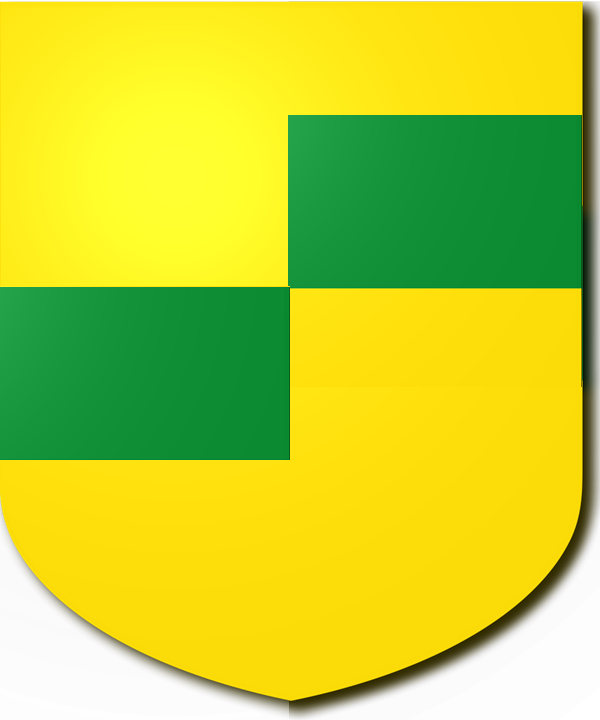
Armes des Salonesi

Les armes des Salonesi se blasonnent ainsi : d'or à une fasce déjointe de sinople, la moitié dextre abaissée et la moitié senestre haussée, les angles s'entretouchant.